# 미드나이트 레드
미드나이트 레드(Midnight Red)는 미국의 보이 밴드이다.